# For All the Cows
For All the Cows è un singolo del gruppo musicale statunitense Foo Fighters, pubblicato il 20 novembre 1995 come terzo estratto dal primo album in studio Foo Fighters.

## Video musicale
Il videoclip pensato per il brano doveva mostrare i membri del gruppo che indossano dei costumi di mucche; tuttavia il video non venne mai girato.

## Altre versioni
Una versione dal vivo del brano, eseguita al Melkweg di Amsterdam il 29 febbraio del 2000, compare come canzone bonus nella special edition per l'Europa del 2003 dell'album One by One.

## Tracce
1. For All the Cows
2. For All the Cows (dal vivo al festival di Reading del 1995)
3. Wattershed (dal vivo al festival di Reading del 1995)

## Formazione
- Dave Grohl – voce, chitarra, basso, batteria

## Classifiche
| Classifica (1995) | Posizione massima |
| ----------------- | ----------------- |
| Australia         | 69                |
| Regno Unito       | 28                |